# Katherine Manners
Katherine Manners, duchessa di Buckingham, XIX Baronessa de Ros (Castello di Belvoir, 1603 – Waterford, 1649), è stata una nobile inglese.

## Biografia
Era la figlia ed erede di Francis Manners, VI conte di Rutland, e della sua prima moglie, Frances Knyvet, terza figlia e coerede di Sir Henry Knyvet e vedova di Sir William Bevill di Killigarth. Era conosciuta come la donna più ricca della Gran Bretagna.

## Matrimonio
Katherine venne selezionata dalla contessa di Buckingham per farla sposare a suo figlio, George Villiers. Tuttavia, suo padre era un rigoroso cattolico, e il re si rifiutò di permettere a Villiers di sposarla. Oltre a questo il Conte di Rutland rifiutò di accettare le richieste per la dote dalla contessa di Buckingham.
Successivamente il conte si convertì al protestantesimo, per soddisfare la famiglia Villiers, che quasi causò l'annullare del matrimonio. Invitata a visitare la contessa di Buckingham, Katherine è stata costretta a passare la notte a causa di una indisposizione. Credendo che l'onore della figlia fosse stato compromesso, il conte di Rutland chiese che Villiers la sposasse subito. la coppia si sposò il 16 maggio 1620.
La duchessa di Buckingham era una delle poche donne di rango del tempo, la cui dolcezza e tenerezza femminile, la devozione e la purezza della vita, brillavano nel bel mezzo della corruzione e immoralità quasi universale della corte. Nessun scandalo fu mai associato al suo nome, e la cosa peggiore che sia mai stata detta di lei è che era lei, con la sua influenza, a convincere il marito a diventare un cattolico, tornando alla propria fede subito dopo il matrimonio.
La coppia ebbe quattro figli:
- Mary Villiers (1622 - novembre 1685), sposò il I duca di Richmond;
- Charles Villiers, marchese di Buckingham, (17 novembre 1625 - 16 marzo 1627);
- George Villiers, II duca di Buckingham (30 gennaio 1628-16 aprile 1687);
- Francis Villiers, (1629 - 1648), morto durante la guerra civile.

Katherine rimase vedova nel 1628.

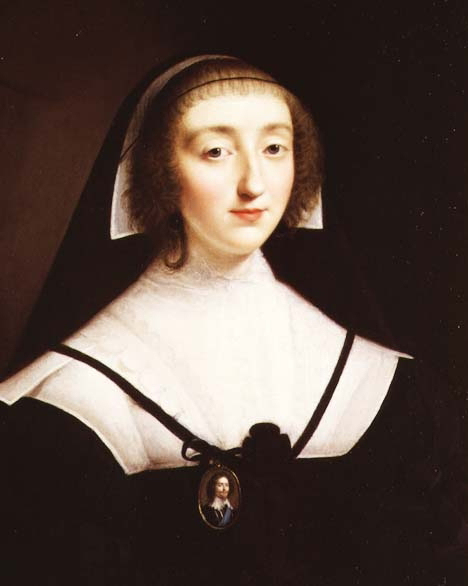
Ritratto di Katherine Manners, di Henri Beaubrun, 1628-1632.

Nel 1635 sposò Randal McDonnell, conte di Antrim, e andò a vivere a Dunluce Castle, nella contea di Antrim, in Irlanda.

## Morte
Dopo la rivolta cattolica in Ulster nel 1641 la famiglia McDonnell si spostò verso sud verso Wexford, poi Waterford, dove Katherine morì nel 1649.